# Moreno (Argentina)
Moreno è una città dell'Argentina, situata nella provincia di Buenos Aires.

## Geografia
Moreno sorge a 36 km ad ovest di Buenos Aires.

## Storia
La città è intitolata al politico argentino Mariano Moreno.

## Infrastrutture e trasporti

### Strade
La principale via d'accesso alla città è l'autopista Acceso Oeste.

### Ferrovie
Moreno è servita da una stazione ferroviaria lungo la linea suburbana Sarmiento, che collega il centro di Buenos Aires con la parte occidentale della sua area metropolitana.